# Квазинормальная подгруппа
Квазинормальная подгруппа — это подгруппа особого типа, коммутирующая со всеми остальными подгруппами данной группы, относительно поэлементного произведения.
Квазигамильтонова группа — это группа, все подгруппы которой квазинормальны.

## Примеры
- Нормальная подгруппа является квазинормальной.
- Дедекиндова группа является квазигамильтоновой.
- Расширение циклической p-группы с помощью циклической p-группы, где p — простое число, является квазигамильтоновой группой

## Свойства
Квазинормальная подгруппа обладает модулярным свойством в решётке подгрупп
В конечной Т-группе отношение квазинормальности на множестве всех её подгрупп транзитивно
Подгруппа конечной группы является квазинормальной, тогда и только тогда, когда она является элементом субнормального ряда подгрупп и обладает модулярным свойством в решётке подгрупп
Если A — циклическая квазинормальная подгруппа группы G, то [A, G] — абелева группа.
Если A — абелева квазинормальная подгруппа группы G, а n — натуральное число, нечетное или делящееся на 4, то {\displaystyle A^{n}} — квазинормальная подгруппа группы G.
Конечная группа квазигамильтонова тогда и только тогда, когда она нильпотентна и ее силовские подгруппы имеют модулярные групповые структуры.